# 70 v. Chr.
Portal Geschichte | Portal Biografien | Aktuelle Ereignisse | Jahreskalender | Tagesartikel

◄ |
2. Jahrhundert v. Chr. |
1. Jahrhundert v. Chr. |
1. Jahrhundert |
►

◄ | 90er v. Chr. | 80er v. Chr. | 70er v. Chr. | 60er v. Chr. |
50er v. Chr. |
►

◄◄ | ◄ | 73 v. Chr. | 72 v. Chr. | 71 v. Chr. | 70 v. Chr. |
69 v. Chr. |
68 v. Chr. |
67 v. Chr. |
► |
►►
Staatsoberhäupter

## Ereignisse

### Politik und Weltgeschehen
- Ciceros Reden gegen Verres
- Phraates III. wird Nachfolger seines verstorbenen Vaters Sinatrukes als parthischer Herrscher.

### Wissenschaft und Technik
- um 70 v. Chr.: Geminos von Rhodos weist nach, dass die Fixsterne nicht im gleichen Abstand zur Erde stehen.

### Katastrophen
- 1. Juni: Erdbeben von Zhucheng und Changle, Provinz Shandong, China.

## Geboren

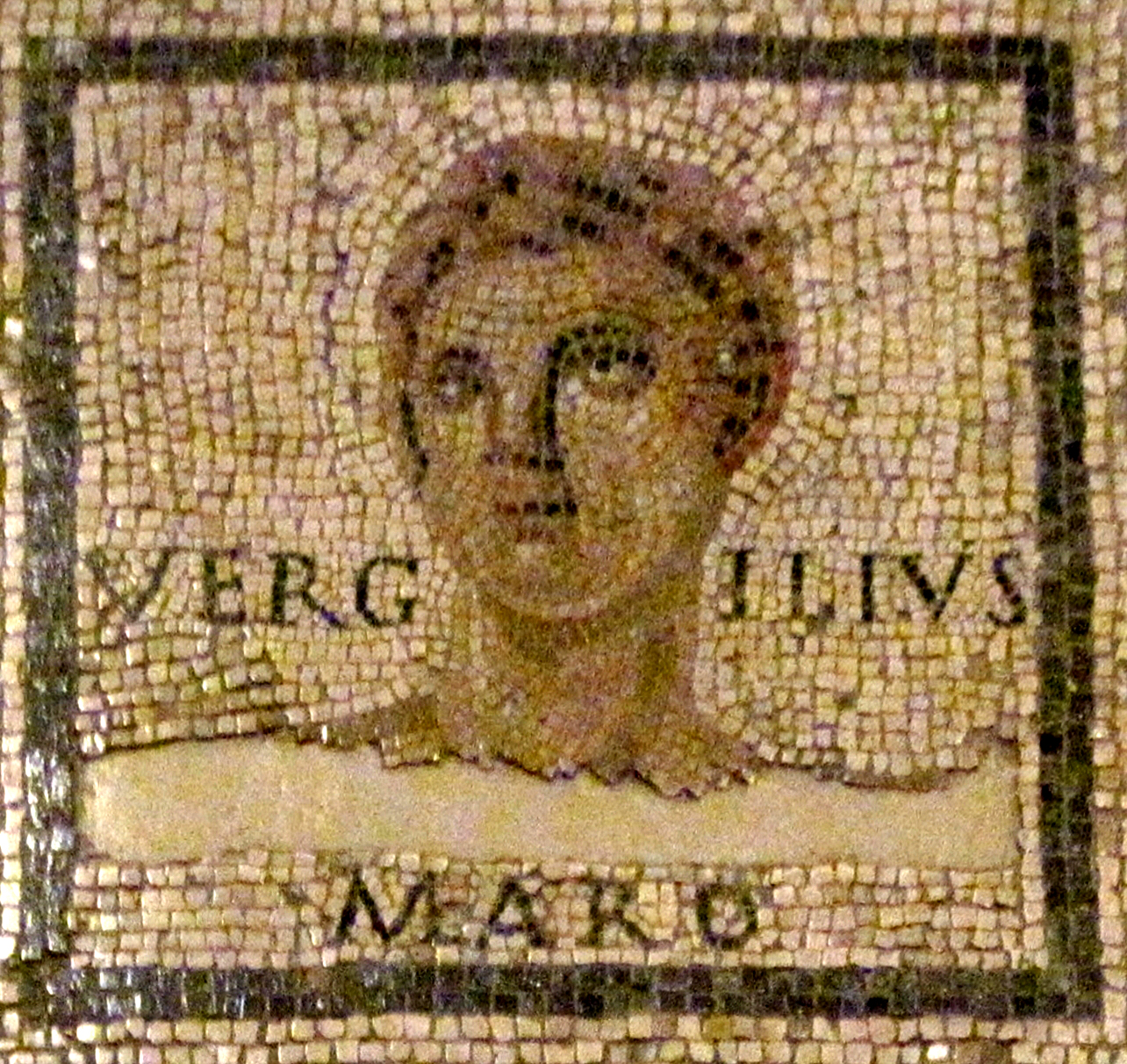
Darstellung von Vergil in einem Mosaik aus dem 3. Jhd. n. Chr. in Trier

- 15. Oktober: Vergil, römischer Dichter († 19 v. Chr.)
- um 70 v. Chr.: Gaius Maecenas, römischer Politiker († 8 v. Chr.)
- um 70 v. Chr.: Gaius Cornelius Gallus, römischer Politiker und Dichter († 27/26 v. Chr.)
- um 70 v. Chr.: Lucius Varius Rufus, römischer Dichter († um 15 v. Chr.)
- um 70 v. Chr.: Quinctilius Varus, römischer Ritter († 24/23 v. Chr.)

## Gestorben
- Mithridates I., König von Kommagene
- Sinatrukes, parthischer König (* um 157 v. Chr.)
- um 70 v. Chr.: Zenon von Sidon, griechischer Philosoph (* um 150 v. Chr.)